# Alcides Edgardo Ghiggia
Alcides Edgardo Ghiggia (Montevideo, 22 de desembre de 1926 - Montevideo, 16 de juliol de 2015) fou un futbolista uruguaià.

## Trajectòria

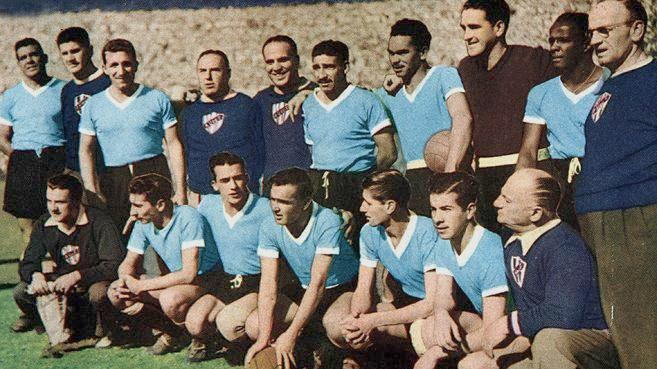
Equip de l'Uruguai del Mundial de 1050.

Jugava a la posició d'extrem i fou un dels millors dribladors dels anys 50. Començà la seva carrera l'any 1948 a CA Peñarol. Guanyà les lligues de 1949 i 1951. L'any 1952, però, atacà a un àrbitre i fou sancionat un any.
Fou membre de la selecció de l'Uruguai que guanyà la Copa del Món de Futbol de 1950, l'anomenat Maracanaço. La selecció uruguaiana vencé l'amfitriona, Brasil, a l'estadi de Maracanã de Rio de Janeiro, davant uns 200.000 brasilers per 2 a 1. Fou l'autor del gol que donà el triomf a la seva selecció.
El 1953 es traslladà a Europa. Jugà amb l'AS Roma a la Serie A italiana, arribant a ser capità de l'equip la temporada 1957/58. Guanyà la Copa de les Ciutats en Fires de l'any 1961. En total foren vuit anys a l'equip del Laci amb 201 partits de lliga disputats i 15 gols marcats. El darrer any a Itàlia el jugà a l'AC Milan i guanyà l'Scudetto, malgrat només jugà 4 partits. Durant aquests anys es nacionalitzà italià i jugà amb la selecció azzurra 1957 i 1959.
Retornà a l'Uruguai on fitxà pel Danubio FC, retirant-se als anys 60 amb 41 anys.
Fou entrenador de CA Peñarol el 1980.
| «                 | Només tres persones han silenciat 200.000 espectadors a Maracanã amb un simple gest: Frank Sinatra, el Papa Joan Pau II i jo. | » |
| — Alcides Ghiggia | |   |